# Método Desmet
El Método Desmet (también conocido como Desmetcolor) es un método de restauración del color utilizado en las primeras películas mudas, que originalmente habían sido sometidas a los procesos de:
- Tintado de película: un proceso que impregna toda la imagen de un solo color [1]
- Tonificación: un proceso que colorea solo las partes oscuras de la imagen.
- Una combinación de ambos

El desarrollador fue Noël Desmet, archivero y restaurador de películas que trabajaba para la Cinémathèque Royale de Belgique en Bruselas, Bélgica. 

## Origen
Previamente a la década de 1960,  las primeras películas en color se conservaban casi en su totalidad en películas en blanco y negro y los colores, si es que se registraban, solo se anotaban por escrito. Esto ha supuesto una gran dificultad y elevado coste en restauraciones posteriores.  A día de hoy existen diversos métodos de restauración del color. 
El método más conocido, el más sencillo  y el más común hasta día de hoy, es copiar la impresión original en color "como tal" en Película internegativa en color Eastman moderna. A partir del internegativo revelado se puede obtener una impresión positiva de nuevo color.
Si es configurado y ejecutado correctamente, los colores de la nueva impresión positiva pueden ser muy parecidos a los colores de la impresión original, pero solo tal como se conservan en la actualidad. Por lo tanto, cualquier decoloración, descomposición y/u otros cambios que puedan haber ocurrido en los colores a lo largo de los años, también se copiarán junto a ellos. Más allá de la posibilidad de mejorar ligeramente la saturación, este método no ofrece mucho en cuanto a restauración del color. Por otro lado, existen otras desventajas notables, entre ellas, el uso de películas en color modernas, de precio elevado y permanencia de archivo cuestionable, ya que los tintes de color modernos se desvanecen con el tiempo. 
Fue en gran medida como resultado de estos problemas que Noël Desmet, a partir de la década de 1960, desarrolló su propio método de flash para restaurar películas mudas, que originalmente habían sido coloreadas mediante el proceso de tinte o tonificación (o ambos). Este sistema sirve para restaurar los colores intensos y efectos dramáticos de las primeras impresiones teñidas y tonificadas, sin el costo de usar una película intermedia de color. No pretende igualar con precisión los colores de una impresión en particular, sino proporcionar una paleta extensa entre la cual elegir colores de la misma manera que los productores eligieron los efectos que querían originalmente.

## Técnica
El método Desmet sigue las siguientes fases en la restauración:
1. Película en nitrato original con virado azul y teñido rojo.
2. Negativo en blanco y negro sacado del original sobre película pancromática.
3. Imagen neutra sacada del negativo impresa sobre película pancromática.
4. Misma imagen infraexpuesta para sacar un nuevo positivo neutro más tenue.
5. Prueba de exposición "flash" sobre película pancromática para reproducir el teñido.
6. Impresión a doble pasaje con imagen neutra y teñido rojo.
7. Impresión sobre película pancromática del negativo expuesto simulando un virado azul.
8. Simulación combinada del negativo original virado y teñido sobre película pancromática. Impresión de la imagen virada y siguiente exposición "flash" para el teñido.

El resultado es una imagen en color sobre una en blanco y negro. El uso de luces o filtros de colores permite una mayor libertad al intentar reproducir los colores como se veían originalmente.
Para la reproducción de impresiones coloreadas mediante tonificación, el internegativo en blanco y negro revelado se expone sobre una película de impresión en color utilizando una fuente de luz de color en lugar de una neutra. A medida que la luz pasa más fácilmente a través de las partes claras de la imagen negativa, el resultado será color sólo en las partes oscuras de la imagen positiva, simulando el tono original.
Se pueden reproducir tintes y tonos combinados utilizando este mismo proceso, para simular el tono, pero con la adición de una segunda pasada de impresión para colorear las partes claras de la imagen, simulando el tinte original. Es muy importante equilibrar correctamente los colores durante la prueba previa ya que, al cubrir la segunda pasada toda la imagen, los dos colores pueden mezclarse.

## Beneficios y desventajas
Los principales beneficios del método Desmet están en el costo, ya que la película negativa en blanco y negro sigue siendo generalmente más barata que la película a color. Además, los internegativos en blanco y negro proporcionan un mayor registro de archivo que las películas a color, ya que no están sujetos a la misma decoloración que los tintes de color utilizados en las películas internegativas a color modernas.
Sin embargo, el método Desmet no está exento de inconvenientes. El principal es que la técnica puede ser empleada para impresiones coloreadas de forma más selectiva, como las coloreadas mediante el proceso de estarcido Pathécolor (más tarde Pathéchrome) o los procesos de Handschiegl. Estas impresiones aún deben copiarse directamente en películas internegativas en color modernas o escanearse a un formato digital, manipularse digitalmente y luego grabarse nuevamente en una película.
El uso de películas modernas en color para la impresión positiva es otro inconveniente. Las películas en color modernas producen eficazmente la gama de colores requerida mediante la mezcla sustractiva de tintes cian, magenta y amarillo. Estos tintes son incapaces de reproducir los mismos niveles de saturación y tono que algunos de los tintes de un solo color utilizados para colorear la película en primer lugar, particularmente los colores primarios como el rojo y el verde.  No obstante, el método Desmet ofrece una mayor gama de colores saturados que el método de colores internegativos.
Aún a día de hoy es técnicamente posible reproducir estos efectos de color antiguos con los métodos originales. Este es, por supuesto, el método más preciso en términos de reproducción, aunque incluso así no se puede decir que sea completamente exacto, como lo es la película impresa moderna en blanco y negro, aunque muy similar a la película utilizada en los primeros años del cine, seguirá exhibiendo propiedades distintas a las de las películas utilizadas en ese momento. También es el procedimiento más complejo, lento y caro. Además, muchos de los tintes tóxicos ofrecidos originalmente por los fabricantes ya no están disponibles hoy en día debido al aumento de las normas de salud y seguridad. Mientras tanto, los que están disponibles a menudo solo pueden adquirirse a un coste elevado. Como resultado, solo unos pocos laboratorios especializados en restauración de películas son capaces de ofrecer estas instalaciones en la actualidad.

## Películas en las que se ha usado el método Desmet
Las aventuras del príncipe Achmed es una largometraje de animación alemán de 1926. Aunque la película original estaba entintada, las copias anteriores a la restauración estaban todas en blanco y negro. Trabajando con copias de nitrato, archivistas alemanes y británicos restauraron la película entre 1998 y 1999 incluyendo la reintegración de la imagen entintada original utilizando el método Desmet.

## Otras lecturas
- Paolo Cherchi Usai (2000). Silent Cinema: An Introduction. London: BFI. ISBN 0-85170-745-9.

- Cinémathèque Royale de Bélgica
- Sitio web de Brian Pritchard Explicación de tintes y tonificaciones

- Datos: Q5264606